# 1953-as jégkorong-világbajnokság
Az 1953-as jégkorong-világbajnokság a 20. világbajnokság volt, amelyet a Nemzetközi Jégkorongszövetség szervezett. A vb-n a csapatok két szinten vettek részt.

## A csoport
1–3. helyezettek
- Svédország – Világbajnok
- Németország
- Svájc
- Csehszlovákia – kizárták

Csehszlovákiát kizárták, nem rangsorolták.

## B csoport
4–8. helyezettek
- Olaszország
- Nagy-Britannia
- Svájc B válogatott – nem rangsorolt
- Ausztria
- Hollandia
- Franciaország

Csehszlovákia kizárása miatt az első helyezett a világbajnokság 4. helyén végzett. A svájci B válogatottat nem rangsorolták.